# Benedict Ashley
Benedict M. Ashley, O.P. (nascido Winston Norman Ashley, 3 de maio de 1915 - 23 de fevereiro de 2013),  foi um teólogo e filósofo americano que teve uma grande influência na teologia e ética católica do século XX na América por meio de seus escritos, ensinando e consultando a Conferência dos Bispos Católicos dos Estados Unidos. Autor de 19 livros, Ashley foi um grande expoente do River Forest Thomism. Health Care Ethics, do qual foi coautor em 1975 e agora em sua quinta edição, continua sendo um texto fundamental no campo da Ética Médica Católica. Ashley lecionou em várias instituições e foi professor, consultora e autor ativo. Ele foi membro do corpo docente do Institute for Advanced Physics, uma organização educacional e de pesquisa em física que reintegra os princípios fundamentais dados diretamente por meio de nossos sentidos ao coração da ciência moderna, de 2003 até sua morte.   Ele chamou o Instituto de Física Avançada de "a primeira e única instituição que aborda esse problema [a desintegração da cultura secular e religiosa] em seu núcleo, integrando a profundidade filosófica adequada ao coração da ciência moderna". 

## Vida
Quando jovem, Ashley era um ateu e comunista convicto. Como estudante, ele estudou com Mortimer Adler e Robert Maynard Hutchins na Universidade de Chicago e lá recebeu seu mestrado em Literatura Comparada e foi assistente graduado de Adler. Por um tempo, membro da Liga dos Jovens Comunistas e depois do Partido Socialista dos Trabalhadores Trotskistas, através de seu estudo com Adler das obras de São Tomás de Aquino, ele foi batizado na Igreja Católica e recebeu seu doutorado em Ciência Política na Universidade de Notre Dame. Ele então entrou na Ordem dos Pregadores (Dominicanos) na qual foi ordenado em 1948. Ele recebeu um segundo Ph.D. em Filosofia e o Mestrado em Sagrada Teologia, este último um pós-doutoramento conferido por uma comissão internacional da Ordem dos Pregadores. Ele também recebeu um doutorado honorário do Aquinas Institute of Theology em St. Louis, MO, do qual foi presidente de 1963 a 1969. Também foi professor de Teologia no Pontifício Instituto João Paulo II para Estudos sobre Matrimônio e Família, Washington, D.C, afiliado à Universidade Lateranense, Roma, e por seu trabalho foi homenageado com a medalha Pro Ecclesia et Pontifice conferida por João Paulo II. Foi Professor Visitante em Humanidades na Universidade de Chicago (1999). Durante alguns anos, no período pós-Vaticano II, foi consultor em teologia moral para o Comitê de Doutrina e Prática Pastoral da Conferência dos Bispos Católicos dos Estados Unidos em sua 3ª edição das Diretrizes Éticas e Religiosas para Instalações de Saúde Católicas. Até sua morte em 2013, Pe. Ashley foi professor emérito de Teologia Moral no Aquinas Institute of Theology,  St. Louis e professor associado no Center for Health Care Ethics, Medical School da St. Louis University. Durante 2001-2002 foi professor visitante no Institute for the Psychological Sciences e no Pope John Paul II Cultural Center, Washington DC. Ele foi membro sênior do National Catholic Bioethics Center, na Filadélfia, em seus primeiros anos. 

### Graus
- Graduação e mestrado (Literatura Comparada), Universidade de Chicago, 1937 (Literatura Comparada, Phi Beta Kappa
- Ph.D. (Ciência Política) Universidade de Notre Dame, 1941
- STLr. (Teologia), Aquinas Institute, River Forest, IL; doutorado (Filosofia) Aquinas Institute, 1949
- pós-doutorado Mestre em Teologia Sagrada (Universidade de São Tomás de Aquino, Roma) 1979
- Doutor Honoris Causa em Teologia, Aquinas Institute, 2001.

## Publicações
- How Science Enriches Theology (coauthored with John Deely, South Bend: St. Augustine's Press, 2012).
- "Barefoot Journeying" Autobiography of Benedict M. Ashley, O.P. 2013.
- "Albert the Great - The Valiant Woman." Translated and Introduction by Benedict M. Ashley, O.P. and Dominic Holtz, O.P., 2013.
- "Meditation on the Luminous Mysteries." Benedict M. Ashley, O.P. (Staten Island: Alba House, 2009).
- "Health Care Ethics: A Catholic Theological Analysis." Benedict M. Ashley, O.P., Jean deBlois, C.S.J, Kevin D. O'Rourke, O.P., (Washington: Georgetown University Press, 2006).[7]
- The Ashley Reader: Redeeming Reason (Naples, FL: Sapientia Press, 2006).
- Benedict Ashley (2006). The Way toward Wisdom: An Interdisciplinary and Contextual Introduction to Metaphysics. Houston: University of Notre Dame Press for the Center of Thomistic Studies. OCLC 609421317
- Choosing a Worldview and Value System: An Ecumenical Apologetics (Staten Island, NY: Alba House, 2000).
- Living the Truth in Love: A Biblical Introduction to Moral Theology (Staten Island, NY: Alba House, 1996).
- Spiritual Direction in the Dominican Tradition, (New York: Paulist Press, 1995).
- Thomas Aquinas: Selected Spiritual Writings co-authored with Matthew Rzechowski, O.P. (Hyde Park, NY: New City Press,1994).
- "Justice in the Church: Gender and Participation," The McGivney Lectures, 1992, Washington, DC: The Catholic University of America Press, 1996.
- Theologies of the Body: Humanist and Christian (St. Louis:  Pope John Center, 1985.Second edition, with a new introductory chapter has been published (1996) by the Pope John Center (Braintree, Mass, 1996, now National Catholic Bioethics Center, Boston.
- The Dominicans (Collegeville, MN: The Liturgical Press/Michael Glazier:1991)
- Ethics of Health Care: An Introductory Textbook (short version of Health Care Ethics below) (co-author with Kevin D. O'Rourke,) 1st ed. 1986) and then with Washington, DC: Georgetown University Press, 2nd ed., 1994, 3rd. 2002.
- Thy Kingdom Come! An Overview of Catholic Social Doctrine, Dubuque, IA (Archdiocese of Dubuque, Telegraph-Herald Press, 1976). (Thesis: The teaching of the Church on social justice is extensive, consistent, and well reflects current problems.)
- The Challenge of Christ (coauthor textbook series, 3 vols., Dubuque, IA: Priory Press). 1965? (Thesis: Catechism is best taught by working from Bible stories.)
- St.Thomas and the Liberal Arts (co-authored with Pierre Conway, O.P., Washington, DC: The Thomist Press, 1959. (Thesis: The history of the liberal arts shows how important they have always been for our culture.)
- Aristotle's Sluggish Earth, (Philosophy doctoral dissertation) River Forest, IL: Albertus Magnus Lyceum, 1958). Previously in The New Scholasticism, 32, 2 (Part I: Problematics of the De Caelo, 32 (1958), pp. 1–31; Part II, Media of Demonstration, pp. 202–234; the biological part was never published. (Thesis: Aristotle's fundamental analysis of the fundamental principles of natural science is sound and should be follow today, since it does not depend on  his two fundamental factual (a) geocentric eternity of the universe and (b) the heart rather than the brain as the principal organ of the animal body)
- The Arts of Learning and Communication (Chicago, Priory Press, 1957). Now available  (Thesis: Liberal education at the highschool level can even today best be based on the traditional trivium and quadrivium.)
- The Liberal Education of the Christian Person (editor and co-author) (Chicago, 1954). (Thesis; The curriculum of Catholic of education  leading up to the bachelor's degree should be based on the liberal arts and the Thomistic division of the sciences.)
- Science in Synthesis: Report of the Summer Session of the Albertus Magnus Lyceum, River Forest, Ill, 1952 (co-author and editor), (Albertus Lyceum Publications, River Forest, 1953). Thesis: Science Philosophy and Theology must enrich each other through dialogue.
- The Theory of Natural Slavery (Notre Dame, dissertation, Anne Arbor, MI, 1941). (Thesis: Slavery as defined by Aristotle is a lack of liberal education making it impossible to participate in the free decisions of a state.)